# Confine tra Bolivia e Paraguay

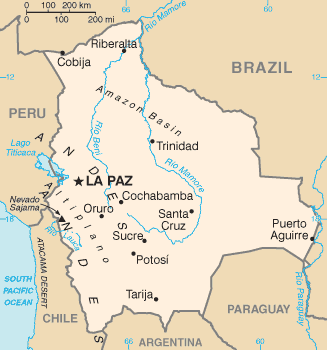
Mappa della Bolivia con indicati i confini.

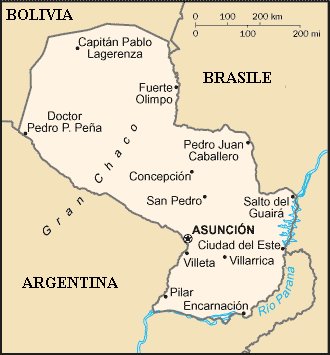
Mappa del Paraguay.

Il confine tra la Bolivia e il Paraguay descrive la linea di demarcazione tra questi due stati. Ha una lunghezza di 750 km.

## Caratteristiche
La linea di confine interessa la parte sud-est della Bolivia e quella nord-ovest del Paraguay. Ha un andamento generale da sud-ovest verso nord-est
Inizia alla triplice frontiera tra Argentina, Bolivia e Paraguay e termina alla triplice frontiera tra Bolivia, Brasile e Paraguay.